# Joseph Engelberg
Joseph Engelberg (geboren 2. Juni 1928 in Wien; gestorben 2. Oktober 2016 in Lexington (Kentucky)) war ein US-amerikanischer Biophysiker und Physiologe.

## Leben
Joseph Engelberg war ein Sohn der Kinderwagenherstellers Markus Engelberg und der Golda Berger, er hatte eine ältere Schwester. Engelberg wurde 1938 mit einem Kindertransport nach England in Sicherheit gebracht und kam 1940 in New York wieder mit seiner Familie zusammen. Er studierte ab 1946 an der Cooper Union und machte 1950 einen BME. Zwischenzeitlich war er 1949/50 Soldat der United States Navy. Er arbeitete an der Perelman School of Medicine als Medizintechniker unter anderem an einer Herz-Lungen-Maschine. Mit einem Kollegen entwarf er einen Prototyp für eine Dialyse-Apparatur. 1953 machte er einen Master of Science in Physik an der University of Pennsylvania und wurde dort 1958 promoviert. Er heiratete 1954 die aus Budapest stammende Bibliothekarin Judith Schwartz, sie hatten zwei Kinder. 
Als Postdoc war er 1958 bis 1960 an der University of Colorado Boulder und danach an der University of California, Berkeley beschäftigt. 1961 wurde er Assistant Professor und später Associate Professor an der University of Kentucky in Lexington und erhielt dort 1969 eine Professur für Physiologie und Biophysik, in der er sich auch um integrative Ansätze verschiedener Wissenschaftsdisziplinen kümmerte. Er war Mitglied der American Physiological Society. 1994 wurde er emeritiert und leitete danach noch das „Office of Integrative Studies“.

## Schriften (Auswahl)
- The Nature of Integrated Systems. Lexington, 1989
- On Integrative Studies, in: Systems Research,  Volume 8, Issue 1, March 1991, S. 5–17